# Резолюция 77 на Съвета за сигурност на ООН
Резолюция 77 на Съвета за сигурност на ООН е приета с мнозинство на 11 октомври 1949 г. по повод втория доклад за дейността на Комисията за конвенционалните оръжия към ООН. След като разглежда доклада на комисията заедно с приложенията му и резолюциите на комисията, касаещи т.1 и т.2 от утвърдения план за работа на комисията, приет на тринадесетото ѝ заседание от 12 август 1948 г., с Резолюция 77 Съветът за сигурност възлага на генералния секретар на ООН да представи пред Общото събрание на ООН за негова информация доклада на комисията, неговите анекси, придружаващите го резолюции и протоколите от разискванията по въпроса, състояли се в Съвета за сигурност.
Резолюция 77 е приета с мнозинство от 9 гласа, като представителите на СССР и Украинската ССР гласуват „въздържали се“..